# Wendy Hoyte
Wendy Hoyte (Wendy Patricia Hoyte, geb. Clarke; * 17. Dezember 1957 in London) ist eine ehemalige britische Sprinterin.
Bei den Olympischen Spielen 1976 in Montreal kam sie mit der britischen Mannschaft in der 4-mal-100-Meter-Staffel auf den achten Platz. 1978 wurde sie für England startend bei den Commonwealth Games in Edmonton Achte über 100 Meter. Bei den Halleneuropameisterschaften wurde sie 1979 in Wien Vierte über 60 Meter und 1981 in Grenoble Sechste über 50 Meter.
1982 gewann sie bei den Halleneuropameisterschaften in Mailand Bronze über 60 Meter. Bei den Europameisterschaften in Athen wurde sie Achte über 100 Meter und gewann Silber mit der britischen 4-mal-100-Meter-Stafette, bei den Commonwealth Games in Brisbane wurde sie Fünfte im Einzelbewerb und siegte mit der englischen Stafette.
1986 belegte sie bei den Europameisterschaften in Stuttgart mit der britischen 4-mal-100-Meter-Stafette den fünften Platz. Im Jahr darauf wurde sie bei den Halleneuropameisterschaften 1987 in Liévin Fünfte über 60 Meter.
Sie ist seit 1981 mit dem ehemaligen Sprinter Les Hoyte verheiratet. Ihre beiden Söhne Justin und Gavin Hoyte sind als Fußballspieler erfolgreich, ihr Neffe Christopher Clarke als Sprinter.

## Bestzeiten
- 50 m (Halle): 6,21 s, 22. Februar 1981, Grenoble (britischer Rekord)
- 60 m (Halle): 7,20 s, 22. Februar 1987, Liévin
- 100 m: 11,31 s, 4. Oktober 1982, Brisbane
- 200 m: 23,48 s, 7. Juni 1975, London